# أبتون بيل
أبتون بيل (بالإنجليزية: Upton Bell)‏ هو مدرب كرة قدم أمريكي، ولد في 1938.